# Robin Lee Row
Robin Lee Row (nacida el 12 de septiembre de 1957) es una convicta condenada a muerte en Idaho por los asesinatos de su marido y sus dos hijos. Los asesinatos tuvieron lugar el 10 de febrero de 1992, cuando se produjo un incendio en el primer piso del apartamento del marido de Lee, de quien estaba temporalmente separada, y en donde sus dos niños vivían. Cuando los bomberos llegaron a la escena, encontraron tres cuerpos que fueron posteriormente identificados como su marido Randy y sus hijos Joshua de 10 años y Tabitha de 8. Los tres habían muerto por intoxicación con monóxido de carbono.

## Investigación
Los peritos concluyeron que un líquido inflamable empezó el fuego y que la alarma de humo había sido apagada. Lee había sido identificada por los amigos de las víctimas y los detectives como la principal sospechosa. El sheriff del Condado de Ada, Gary Raney era el detective jefe del caso. Cuando se hizo cargo, vio muchas indicios que indicaban que Robin Lee Row era la sospechosa principal. Una investigación adicional concluyó que en 1980, ella y su hijo Keith vivían en una cabaña en California y su hijo había muerto en un incendio causado por un calentador portátil que incendió sus mantas. El niño murió y Robin Lee Row obtuvo $28,000 de la póliza de seguro de vida.

## Arresto y condena
Cuando la investigación progresó, se descubrió que Lee Row robaba dinero de la WMCA donde trabajaba. Los detectives habían descubierto que Robin había sacado pólizas de seguro de vida de su marido e hijos en un solo trimestre, valoradas en un millón de dólares. Fue entonces arrestada y acusada por tres cargos de asesinato en primer grado. Su juicio empezó en 1993 y el 16 de diciembre fue encontrada culpable de cada cargo.

## Apelaciones
En 2011, su apelación fue rechazada por el Juez B. Lynn Winmill. Es la única mujer condenada a muerte en el Correccional de Mujeres de Pocatello, Idaho.